# Orden de Honor (Rusia)
La Orden de Honor (en ruso: орден Почёта) es una orden estatal de Rusia, establecida por Decreto Presidencial n.º 442 del 2 de marzo de 1994 para reconocer los altos logros en las actividades gubernamentales, económicas, científicas, socioculturales, públicas, deportivas y benéficas. Su estatuto fue modificado por el Decreto n.º 19 del 6 de enero de 1999 y más recientemente por el Decreto n.º 1099 del 7 de enero de 2010 que definió su estado actual. No debe confundirse con la Orden de la Insignia de Honor, aunque la orden actual mantiene continuidad con ella.

## Estatuto de adjudicación
La Orden de Honor se otorga a los ciudadanos de la Federación de Rusia:
- Por altos logros en producción e indicadores económicos en la industria, construcción, agricultura, comunicaciones, energía y transporte, sumado al uso predominante de tecnologías innovadoras en el proceso productivo.
- Por un aumento significativo en el nivel de desarrollo socioeconómico de Rusia; por los logros en la modernización del sistema de atención médica ruso, destinado a mejorar significativamente la calidad de la prestación de servicios médicos, así como al desarrollo y aplicaciones prácticas generalizadas de métodos modernos e innovadores de diagnóstico y tratamiento de enfermedades.
- Por logros en investigación científica que resulten en una ventaja científica y tecnológica significativa de Rusia en varios campos de la ciencia, aumento de la producción nacional de productos competitivos de alta tecnología.
- Por los servicios para mejorar el sistema educativo ruso destinados a mejorar drásticamente la calidad de la educación brindada, el sistema de formación de especialistas para la economía rusa y el aumento del prestigio internacional de las instituciones educativas rusas.
- Por una contribución significativa a la preservación, promoción y desarrollo de la cultura, el arte, la historia y el idioma ruso, asociados con un mayor nivel de desarrollo cultural y humanitario de la educación civil y patriótica de las jóvenes generaciones.
- Para actividades públicas, benéficas y comunitarias muy fructíferas.
- Por mérito en la promoción y apoyo de los deportes juveniles, así como el deporte profesional, aumentando considerablemente el nivel de actividad física y haciendo de Rusia un líder mundial en deportes individuales.

- La Orden también puede conferirse a ciudadanos extranjeros que hayan prestado un servicio destacado para mejorar las relaciones bilaterales con Rusia.[4]

La Orden de Honor se lleva en el lado izquierdo del pecho y cuando hay otras medallas y órdenes de la Federación Rusa, se sitúa inmediatamente después de la Orden al Mérito en la Cultura y el Arte.

## Descripción de la condecoración
La Orden está tallada en plata y cubierta con esmaltes, tiene la forma de una cruz octogonal de 42 mm de diámetro esmaltada en azul en su anverso, excepto por una banda de 2 mm de ancho a lo largo de todo su borde exterior que permanece en plata desnuda. El anverso lleva un medallón central esmaltado en blanco bordeado por una corona de laurel de plata, el medallón lleva el símbolo de la Federación de Rusia. En el reverso, por lo demás liso, dos remaches y el número de serie del premio en la parte inferior.
La Orden de Honor está suspendida por un anillo a través del bucle de suspensión de la insignia a una montura pentagonal rusa estándar, cubierta por una cinta de muaré de seda azul superpuesta de 24 mm de ancho, con una franja blanca de 2,5 mm de ancho situada a 5 mm del borde derecho de la cinta.

## Condecorados notables
Algunos de los notables destinatarios de la Orden son:
- Mijaíl Gorbachov
- Vladímir Putin
- Vladímir Zhirinovski
- Pável Popóvich
- Tijon Jrénnikov
- Mijaíl Fradkov
- Muslim Magomáyev
- Serguéi Lavrov
- Valeri Leóntiev
- Christophe de Margerie
- Nikolái Kardashov
- Román Abramóvich
- Andrei Vladimirovich Skoch[6][7][8]